# تيزوك (تيرجرد)
تيزوك (بالفارسية: تیزوک) هي قرية تقع في إيران في قسم تيرجرد الريفي. يقدر عدد سكانها بـ 271 نسمة بحسب إحصاء 2016.